# Pfaffenhofský couk
Pfaffenhofský couk byl jedním z couků (rudných žil) na území města Jihlavy a jeho blízkého okolí. Táhl se od Reindlerova dvora, přes Bedřichov směrem k Pávovu a Lesnovu. Sousedil se Starohorským a Špárským coukem. Svůj název dostal podle farního dvora (německy Pfaffenhof), dnes známého právě jako Reindlerův dvůr. Zachycen je mj. i na mapě od Johana Christopha Urbana z roku 1772.

## Stopy hornické minulosti na území couku
Ze stop po hornické minulosti místa se dochovalo naprosté minimum. Východní část oblasti je zničena výstavbou rodinných domků, západní zčásti výstavbou dálničního přivaděče (silnice I/38) a zčásti zemědělskou činností, stejně jako část střední části. Zachovalo se pouze kutiště u Reindlerova dvoru o šířce 20 metrů a délce 230 metrů. Celé kutiště je porostlé borovým lesem. Na jeho území se nachází 17 obvalů s haldami. Na východním konci lesíka bývala čtveřice šachet, zaniklých při výstavbě domků. V roce 1971 se jedna z nich propadla, ale bez předchozí dokumentace byla znovu zasypána. Vzhledem k pokračující výstavbě domků v okolí je budoucnost tohoto kutiště ohrožená a existuje reálná možnost jeho zániku.
V západní části kutiště v polích za dálničním přivaděčem je dvojice rybníků – jeden napuštěný a další suchý. Jedná se o pozůstatek po soustavě báňských rybníků, kterých podle starých map bylo šest. Zbývající rybníčky však byly zavezeny a přeměněny na pole. Na odtoku z rybníků stávaly úpravny rud.